# Сяндеба
Ся́ндеба (карел. Sändäm) — деревня в составе Коверского сельского поселения Олонецкого национального района Республики Карелия.

## Общие сведения
Расположена на берегу лесного озера.
В деревне находится Сяндемский Успенский женский монастырь.

## История

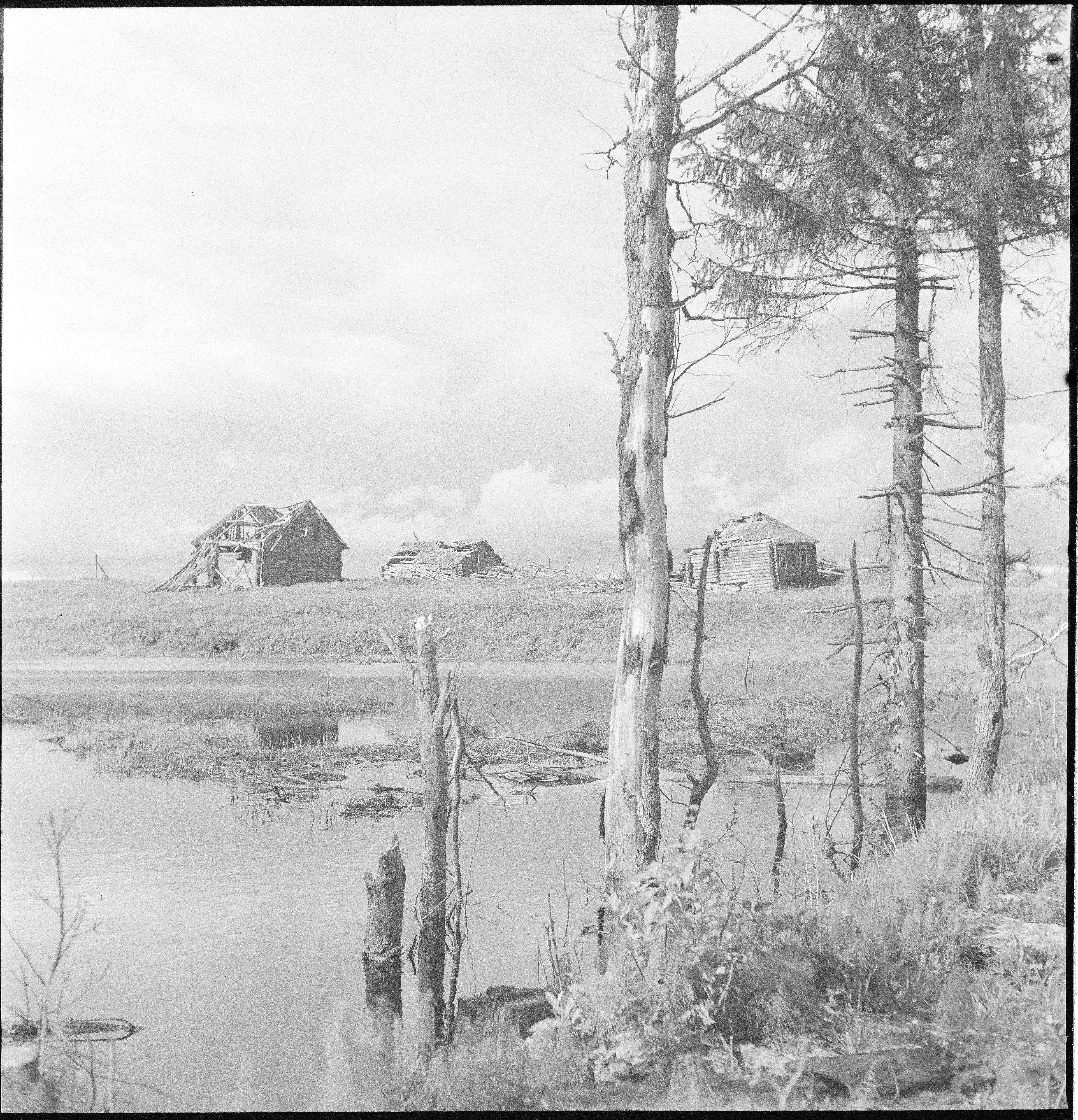
Разрушенная деревня в 1942 году

26 февраля 1940 года постановлением Карельского ЦИК в деревне была закрыта церковь.
В деревне сохраняются памятники истории:
- Памятник воинам 3-го (Выборгского) полка Ленинградской дивизии народного ополчения, павшим в боях за высоту 40,0 в августе 1941 года. Памятник был открыт в 1969 году. Скульптор Энгель Насибулин.
- Памятное место — Мемориальный комплекс в честь воинов 2-го (Приморского) полка 3-й Ленинградской стрелковой дивизии народного ополчения. Мемориальный комплекс открыт в 1976 году.

## Население
| 2002 | 2009 | 2010 | 2013 |
| ---- | ---- | ---- | ---- |
| 62   | ↘33  | ↗37  | ↗49  |